# Chile nos Jogos Olímpicos de Verão de 1960
O Chile participou dos Jogos Olímpicos de Verão de 1960 na cidade de Roma, na Itália. Nessa edição dos jogos o país não teve medalhistas.